# Nana Mouskouri
Nana Mouskouri (Nάνα Μούσχουρη), născută Ioánna Moúschouri (Ιωάννα Μούσχουρη), (n. 13 octombrie 1934, Chania, Creta⁠(d), Grecia) este o cântăreață grecoaică care a vândut aproximativ 300 de milioane de albume în toată lumea într-o carieră de peste cinci decenii, ceea ce face din ea una dintre cele mai bine vândute artiste din muzică din toate timpurile.
Ioánna a fost cunoscută sub numele de "Nana" de prieteni și de familia ei când era copilă. A înregistrat cântece în mai multe limbi: greacă, franceză, engleză, germană, olandeză, italiană, portugheză, spaniolă, ebraică, galeză, mandarină, maori și turcă.

## Legături externe
- Materiale media legate de Nana Mouskouri la Wikimedia Commons